# Colma
Colma är en liten stad i San Mateo County, Kalifornien med 1 191 invånare (2000). Staden ligger strax söder om San Francisco och ingår i storstadsområdet San Francisco Bay Area. Colma är mest känt för de stora begravningsplatser för storstadsområdet som ligger här, och staden har mer än tusen gånger så många begravda döda som antalet levande invånare.
Stadens yta är till 73 procent planlagd som begravningsplatser. Många kända personer är begravda här, bland andra Wyatt Earp, William Randolph Hearst, Levi Strauss och Joe DiMaggio.

## Historia
Orten Colma grundades som en bosättning omkring järnvägen på 1800-talet, och dominerades länge av jordbruk och mindre affärsrörelser. I början av 1900-talet hölls flera större boxningsevenemang här. 
San Francisco hade under 1910-talet stängt och flyttat alla begravningsplatser från stadens område i takt med stadens snabba tillväxt och stigande markpriser, och många av gravarna flyttades hit. Orten med begravningsplatserna fick stadsrättigheter 1924 för att skydda begravningsplatserna från vidare kommunal exploatering. Mellan 1924 och 1941 kallades staden officiellt Lawndale, men bytte tillbaka till det ursprungliga ortnamnet Colma 1941. Bytet skedde på grund av att en annan postort med namnet Lawndale, Kalifornien redan existerade utanför Los Angeles, för att undvika sammanblandning. 
Under de första årtiondena efter stadens etablerande bestod befolkningen huvudsakligen av personer som arbetade vid begravningsplatserna, som dödgrävare, florister och stenhuggare, men under 1980-talet hade även andra invånare och affärsverksamheter etablerat sig och skapat en mer diversifierad lokal ekonomi.